# All Saints, Pavement

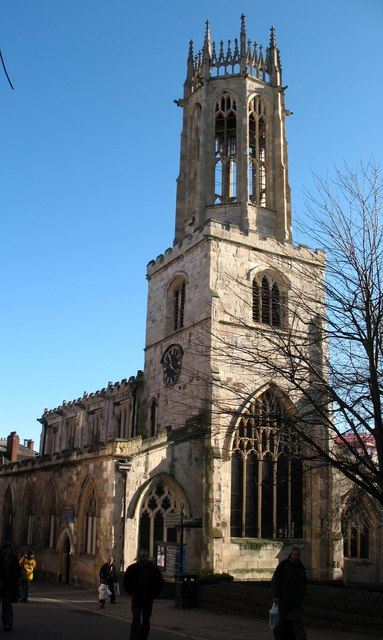
All Saints, Pavement

Lage von All Saints, Pavement

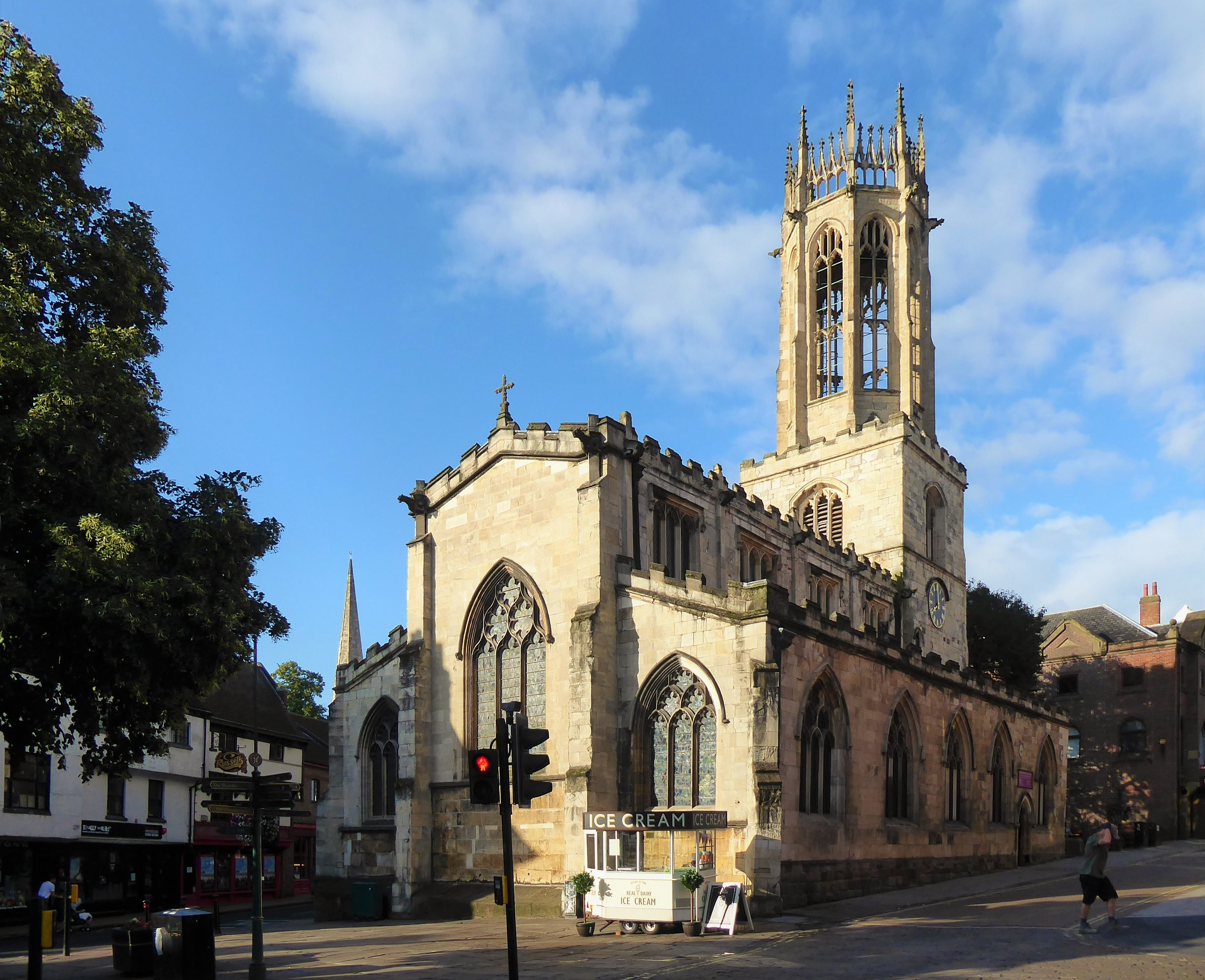
All Saints, Pavement, Blick von Osten

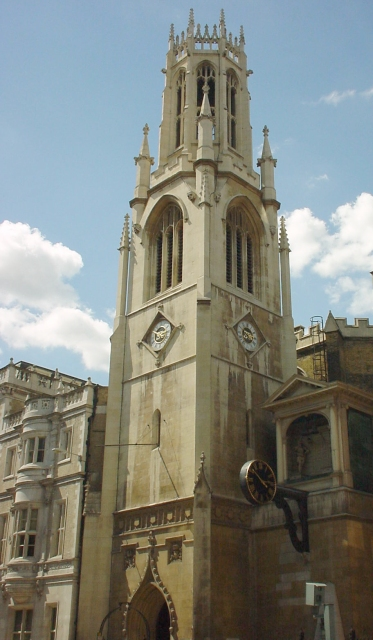
Turm von St. Dunstans-In-The-West in London, die Turmlaterne im Perpendicular Style ist eine Kopie der Laterne von All Saints, Pavement aus dem 19. Jahrhundert

Die anglikanische Kirche All Saints in der Straße Pavement in York, Nordengland, wird abgekürzt und zur Unterscheidung von der Kirche All Saints, North Street gemeinhin als All Saints, Pavement bezeichnet. Der Straßenname „Pavement“ rührt daher, dass dies eine der ersten gepflasterten Straßen in York war. Die Kirche spielt bis heute eine bedeutende Rolle in der Stadtgeschichte und in ihr befinden sich die Grabstellen von 34 Bürgermeistern der Stadt York.

## Geschichte
Schon vor der Eroberung Englands durch die Normannen befand sich an dieser Stelle eine Kirche, der Legende nach soll All Saints im Jahr 685 für St. Cuthbert von Lindisfarne gebaut worden sein, dies ist jedoch nicht belegt. Eine Grabplatte aus dem 10. Jahrhundert ist erhalten geblieben und archäologische Funde aus dieser Zeit belegen die Existenz dieses frühen Kirchenbaus, der nach dem Yorker Straßennetz während der anglo-skandinavischen Besiedlung ausgerichtet war. Diese erste Kirche wurde vermutlich im 11. Jahrhundert abgebrochen und durch einen Neubau ersetzt, der sich an der Stelle der heutigen Kirche befand. Im Domesday Book wird sie als Besitztum des Bischofs von Durham genannt, der die Kirche als königliche Schenkung erhalten habe. Es ist unklar, ob sich diese Erwähnung auf den älteren oder den neuen Kirchenbau bezieht. Im 12. Jahrhundert wurden Seitenschiffe auf Nord- und Südseite des Kirchenraumes angefügt. Das heutige Gebäude stammt jedoch fast in allen Teilen aus dem 14. und 15. Jahrhundert. Der Turm mit der Turmlaterne wurde um 1400 errichtet und um 1443 wurde der Obergaden eingefügt, vermutlich zeitgleich mit dem Zinnenkranz als Abschluss der Fassaden. 1782 wurde der Chor auf der Ostseite der Kirche abgebrochen, um den Marktplatz auf dem Pavement zu erweitern. Der heutige östliche Abschluss der Kirche war ursprünglich die Vierung und wurde 1837 von George Edmund Street entworfen. Die Reste eines mittelalterlichen Rundbogens aus dem abgebrochenen Ostteil sind noch heute über dem Ostfenster in der Kirche sichtbar.

## Architektur
An der Außenansicht der Kirche ist der quadratische Turm mit achteckiger Laterne im Perpendicular Style von ca. 1400 besonders markant. In der Laterne blieb früher nachts ein Licht angezündet, um Reisenden den Weg zu weisen. Die Linsen, die das Licht im Turm von All Saints verstärkten, waren Anfang des 20. Jahrhunderts noch erhalten, jedoch nicht mehr in Funktion. George A. Poole beschreibt in seiner 1848 erschienenen A History of Ecclesiastical Architecture in England., dass derartige Leuchtfeuer auf Kirchtürmen als Wegmarken im Inland durchaus üblich gewesen seien, wobei die Turmlaterne von All Saints, Pavement in York das bemerkenswerteste dieser Leuchtfeuer (englisch beacon) gewesen sei. Nach Pooles Beschreibung waren 1848 davon jedoch in der Turmlaterne selbst nur noch ein Haken und ein Flaschenzug übrig geblieben. Zur Begrifflichkeit ist anzumerken, dieser Turm mit Laterne aber kein Laternenturm war und ist; das Laternengeschoss derartiger Türme ist ein befenstertes Freigeschoss oberhalb der Decke (oder Gewölbe) des Kirchenschiffs, das nach unten zum Kirchenraum hin offen ist, also zur Belichtung des Kirchenraums beiträgt.
Die Turmlaterne auf dem Turm von St Dunstan-in-the-West in London, lange Zeit das charakteristische Merkmal der Londoner Fleet Street, entwarf der Architekt John Shaw 1831 nach dem Vorbild von All Saints, Pavement. Es handelt sich dabei jedoch nur um eine Kopie des Architekturelements der Turmlaterne, dort war kein Leuchtfeuer untergebracht.

## Ausstattung
Im Inneren der Kirche befindet sich eine sechseckige Kanzel mit Wendeltreppe von 1634 und verschiedene Einbauten, die ursprünglich aus den Kirchen St. Saviour und St. Crux stammten, deren Gemeinden in der Vergangenheit mit der von All Saints zusammengelegt wurden. Das einzigartige Passionsfenster in der Westfassade aus dem 14. Jahrhundert besteht aus kostbarem farbigem Glas aus York und zeigt Szenen aus dem Leben Christi. Vier Fenster aus dem 19. Jahrhundert sind Entwürfe von Charles Eamer Kempe, ein modernes Fenster wurde 2002 von den Royal Dragoon Guards gestiftet.
Orgel
Die Orgel wurde 1903 von dem Orgelbauer Hopkins (York) erbaut und 1964 von den Orgelbauern Wood, Wordsworth & Co (Leeds) neu errichtet. Das Instrument hat 54 Register auf drei Manualen und Pedal. Die Trakturen sind elektrisch.
| I Choir C–a3         |        |
| Contra Dulciana      | 16′    |
| Spitz Flute          | 8′     |
| Lieblich Gedact      | 8′     |
| Dulciana             | 8′     |
| Gemshorn             | 4′     |
| Stopped Flute        | 4′     |
| Nazard               | 2 ⁄3′  |
| Piccolo              | 2′     |
| Flach Flute          | 2′     |
| Tierce               | 1 3⁄5′ |
| Larigot              | 1 ⁄3′  |
| Dulciana Mixture III |        |
| Trumpet              | 8′     |
| Cornopean            | 8′     |
| Clarion              | 4′     |
| Tremulant            |        |

| II Great C–a3   |       |
| Bourdon         | 16′   |
| Open Diapason 1 | 8′    |
| Open Diapason 2 | 8′    |
| Hohl Flute      | 8′    |
| Principal       | 4′    |
| Harmonic Flute  | 4′    |
| Twelfth         | 2 ⁄3′ |
| Fifteenth       | 2′    |
| Mixture III     |       |
| Double Trumpet  | 16′   |
| Trumpet         | 8′    |
| Clarion         | 4′    |

| III Swell C–a3  |       |
| Open Diapason   | 8′    |
| Lieblich Gedact | 8′    |
| Salicional      | 8′    |
| Voix Celeste    | 8′    |
| Principal       | 4′    |
| Stopped Flute   | 4′    |
| Nazard          | 2 ⁄3′ |
| Fifteenth       | 2′    |
| Mixture III     |       |
| Contra Fagotto  | 16′   |
| Cornopean       | 8′    |
| Oboe            | 8′    |
| Clarion         | 4′    |
| Tremulant       |       |

| Pedal C–f1     |         |
| Violone        | 16′     |
| Bourdon        | 16′     |
| Dulciana       | 16′     |
| Quint          | 10 2⁄3′ |
| Principal      | 8′      |
| Violoncello    | 8′      |
| Bass Flute     | 8′      |
| Fifteenth      | 4′      |
| Flute          | 4′      |
| Trombone       | 16′     |
| Contra Fagotto | 16′     |
| Cornopean      | 8′      |
| Trumpet        | 8′      |
| Clarion        | 4′      |

## Reliquien
Nur selten besaßen mittelalterliche Pfarrkirchen in York Reliquien. Für All Saints ist der Besitz einer Schale, die einst den abgeschlagenen Kopf Johannes des Täufers getragen haben soll, für das Jahr 1386 überliefert. Die Schale ist nicht erhalten.

## Heutige Bedeutung
Bis heute ist All Saints, Pavement die Kirche der Gilden und des City Council. Die beiden überlebenden Kaufmannsgilden Yorks halten dort jährlich besondere Gottesdienste ab. Für das City Council existiert noch eine besondere Kirchenbank. Außerdem ist All Saints die Regimentskirche der Royal Dragoon Guards.
Der offizielle Name der Kirchengemeinde von All Saints lautet: All Saints, Pavement with St. Crux and St. Michael Spurriergate, York. Die Gemeinde gehört zum Dekanat und Archidiakonat York. Die Gottesdienste in All Saints, Pavement folgen dem Book of Common Prayer.

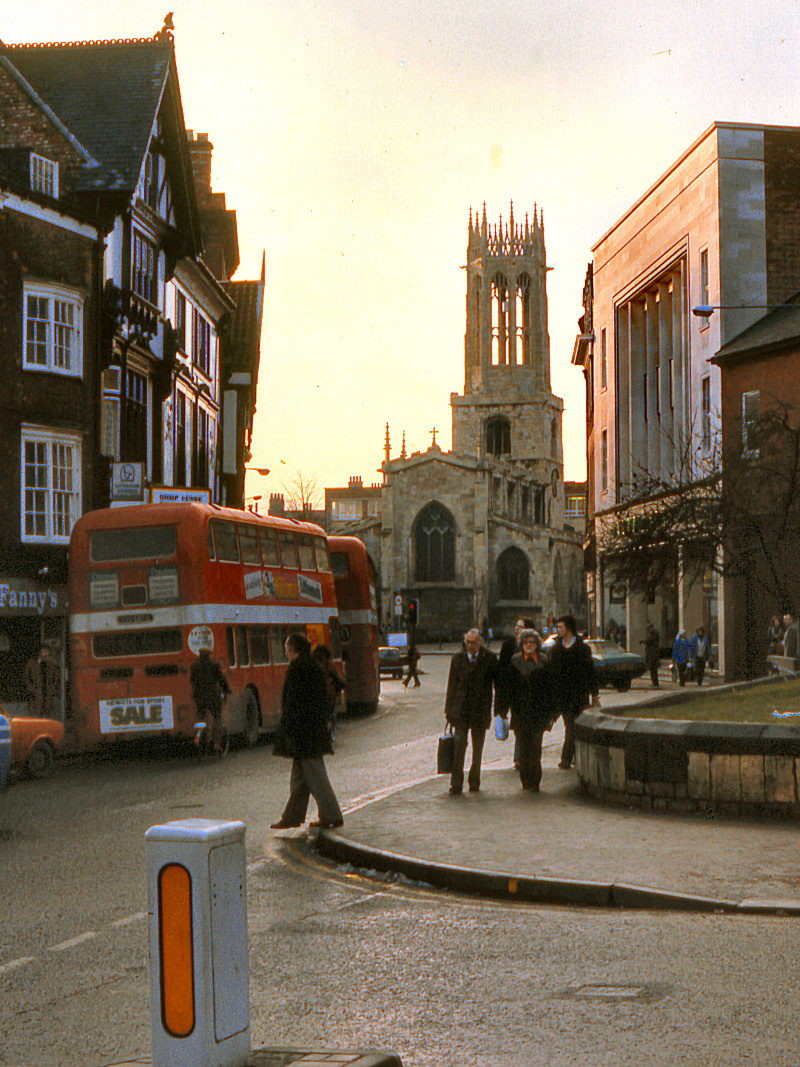
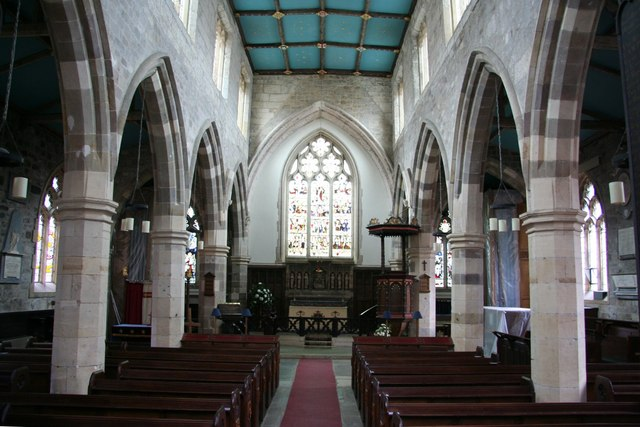
Blick nach Osten in das Kirchenschiff auf den Bogen, hinter dem sich der im 18. Jh. abgebrochene Altarraum befand
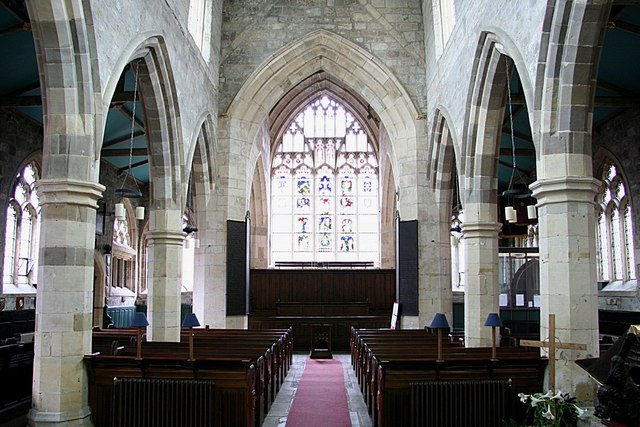
Blick durch das Kirchenschiff auf das Westfenster
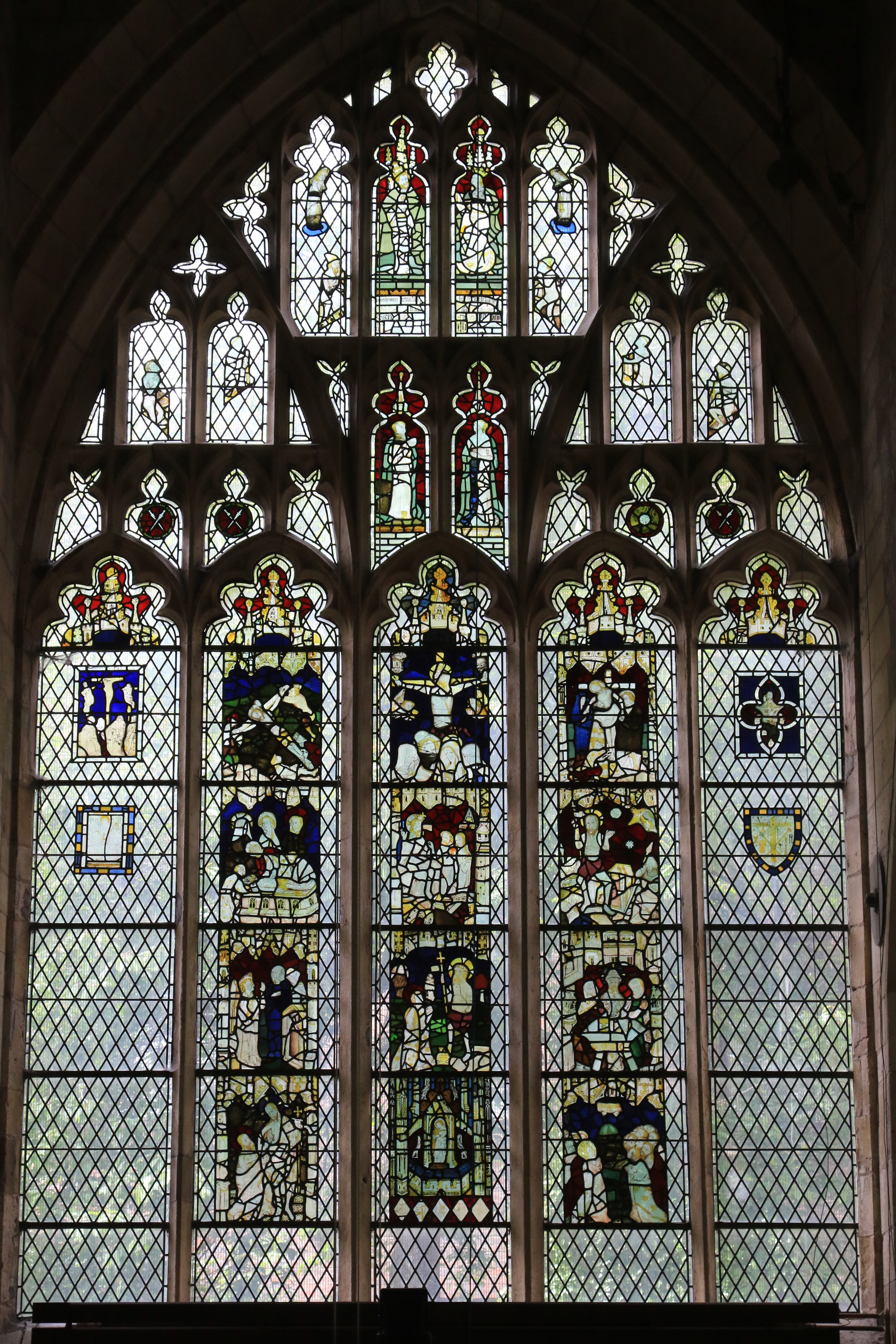
Westfenster, in das erhaltene mittelalterliche Glasfenster integriert wurden
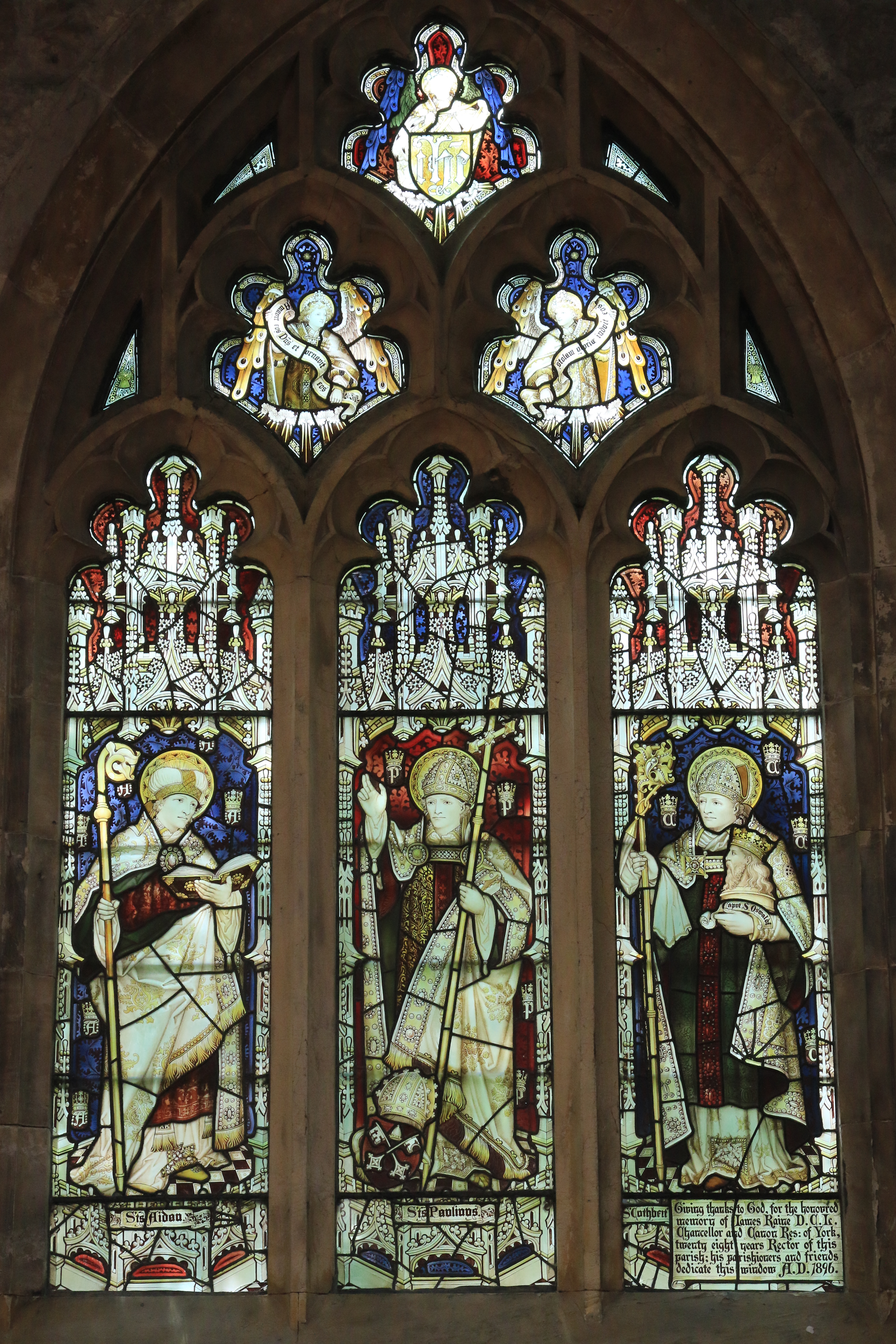
Fenster im südlichen Querhaus, 1896 der Erinnerung an James Raine gewidmet, Links: St. Aidan von Lindisfarne (+ 651) Mitte: St. Paulinus von York (584–644) rechts: St. Cuthbert von Lindisfarne (635–687)
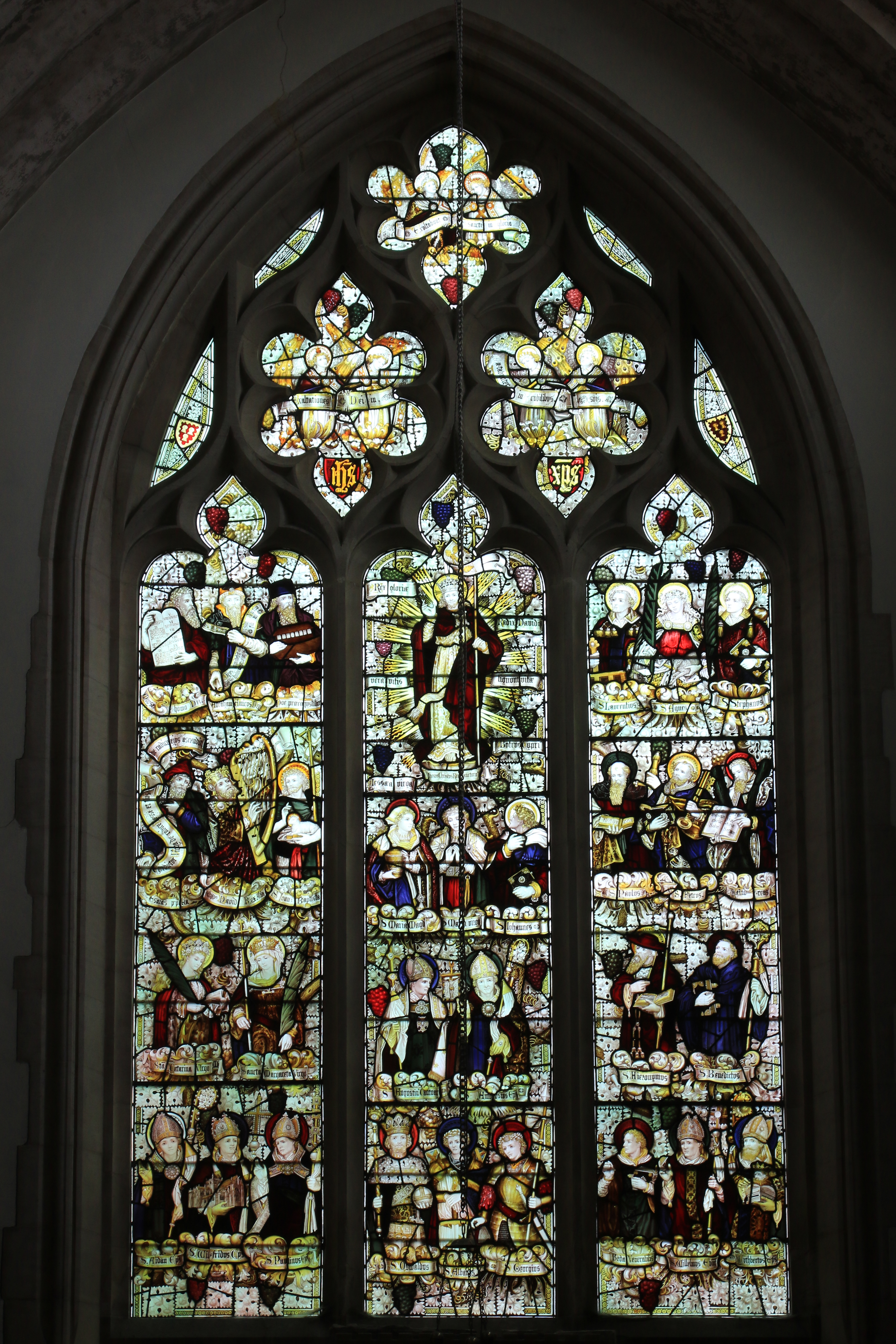
Ostfenster, gestaltet von Charles Eamer Kempe, Mitte: Christus in der Mandorla, umgeben von Figuren des Alten und Neuen Testaments, Kirchenvätern und Heiligen
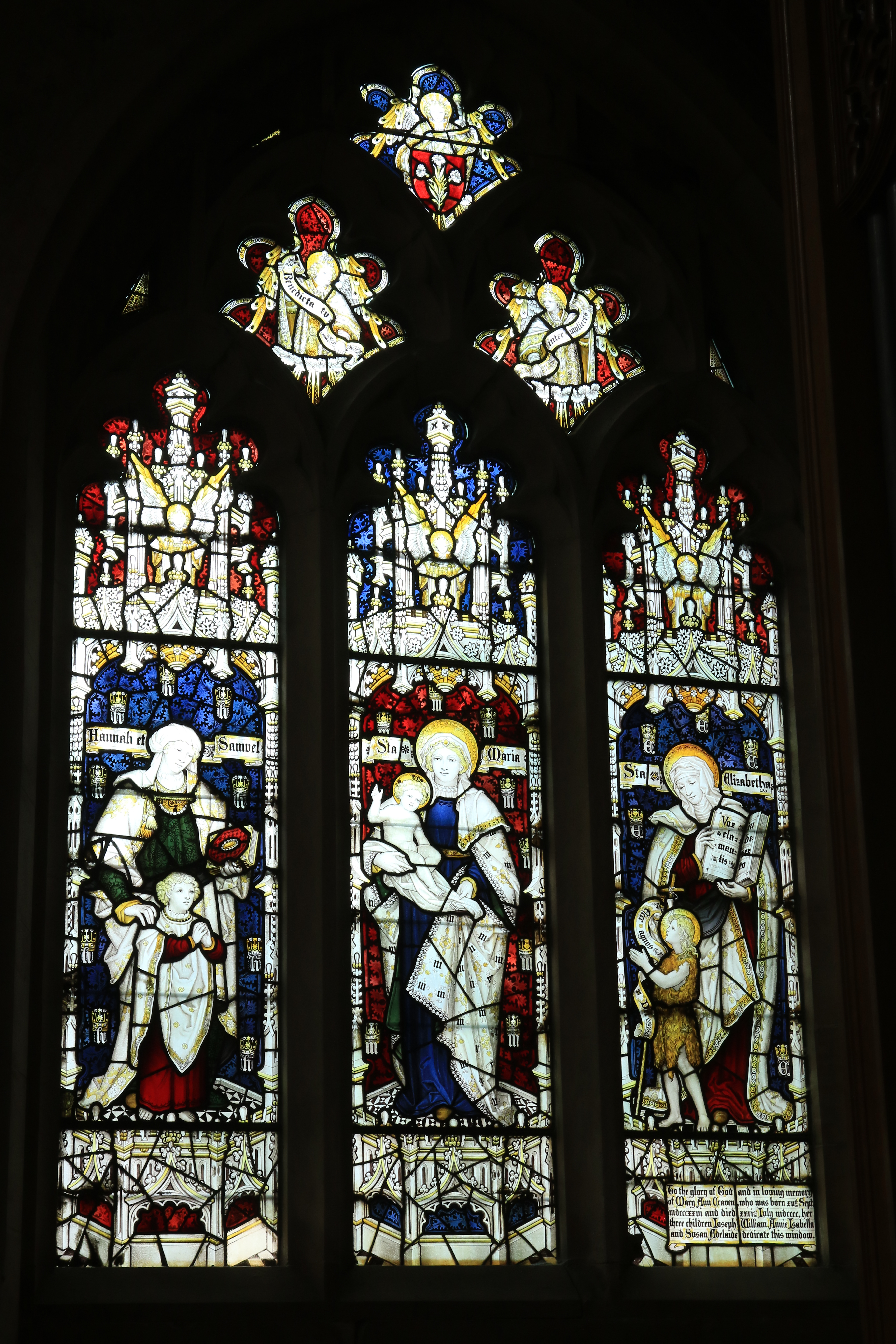
Ostfenster im südlichen Querhaus, Mitte: Maria mit dem Kind, Links: Hanna und Samuel, Rechts: St. Elisabeth
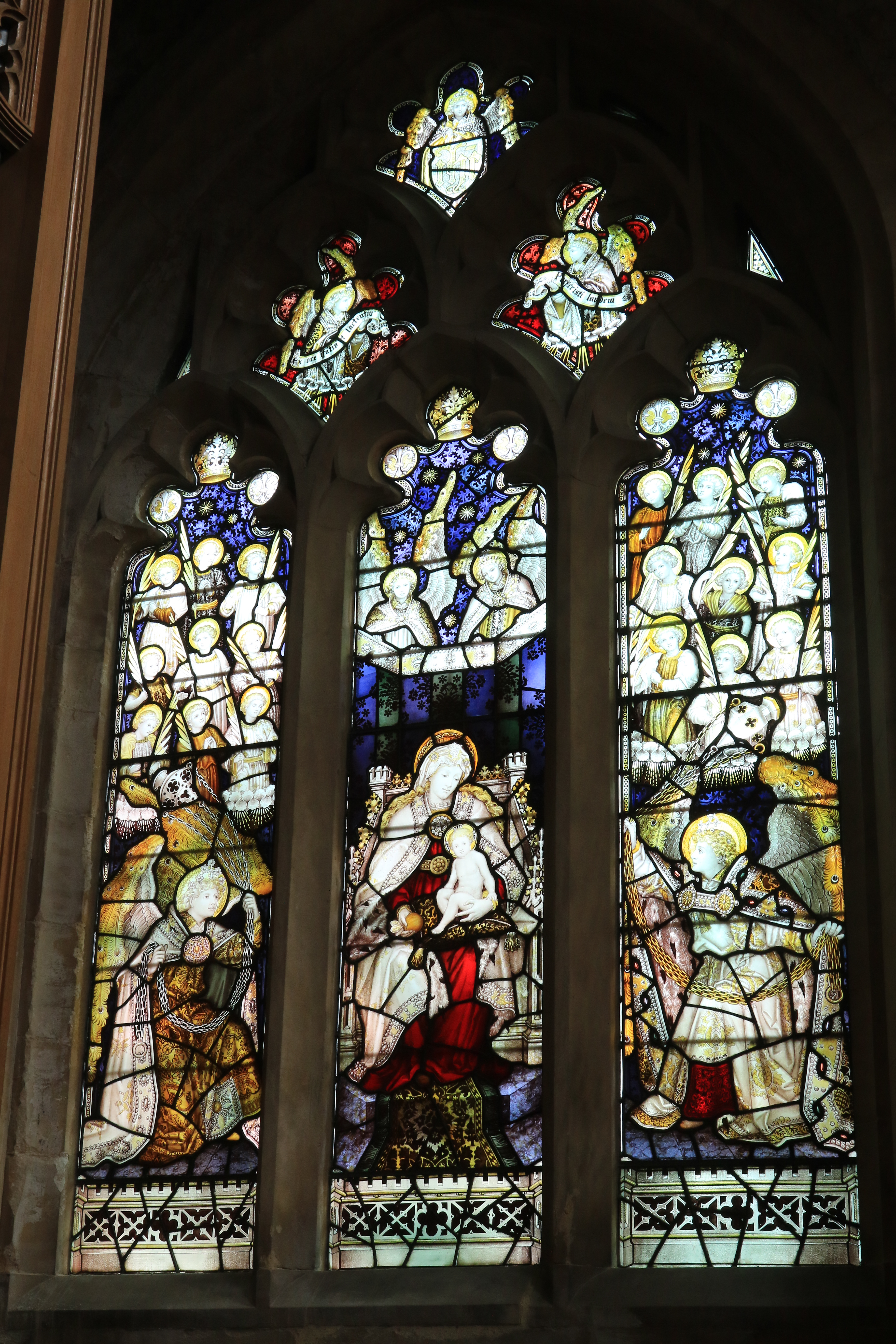
Ostfenster im nördlichen Querhaus, Mitte: Maria mit dem Kind, umgeben von Engeln und Heiligen
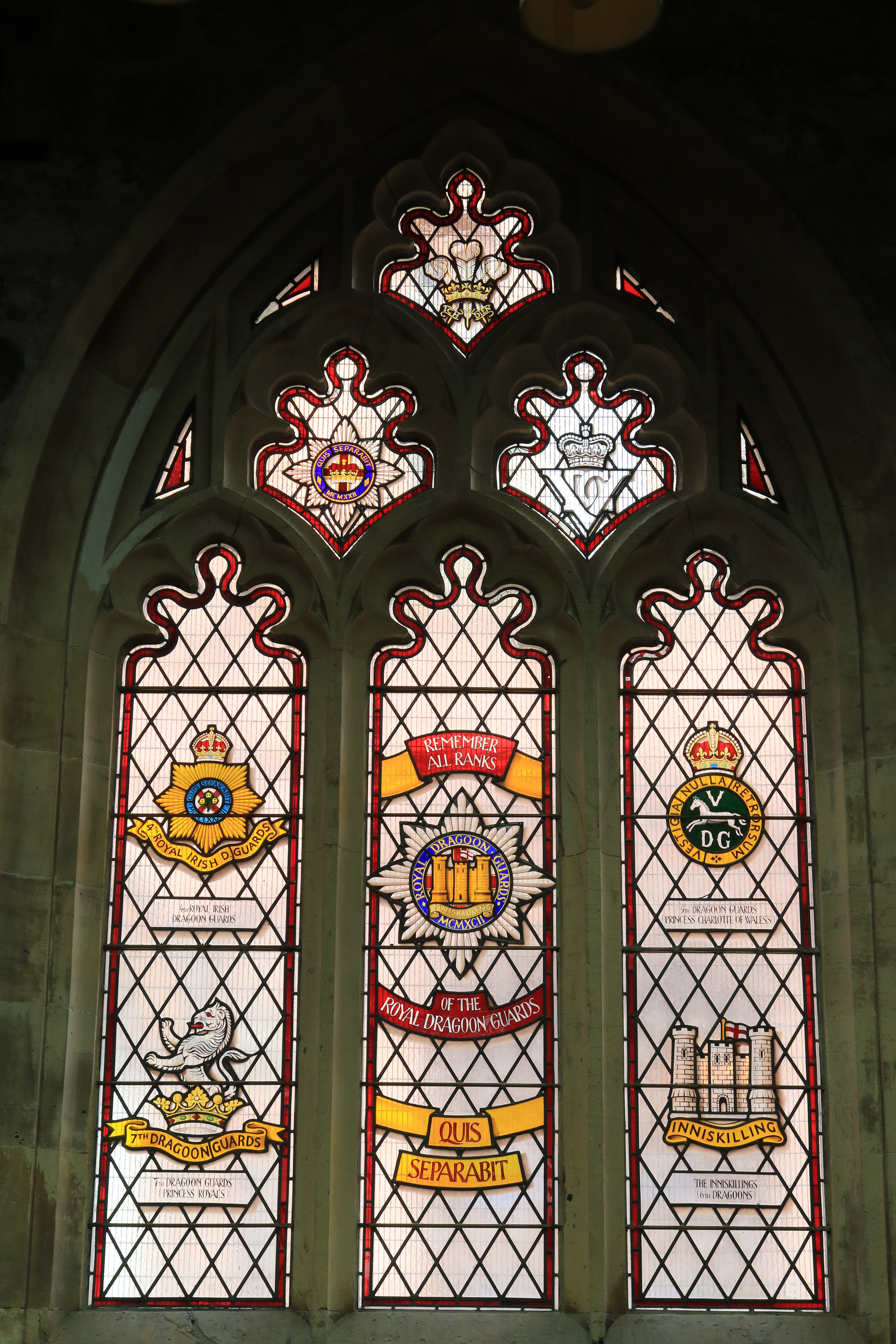
Fenster mit den Wappen der Royal Dragoon Guards